# Bowen Yang
Bowen Yang (cinese tradizionale: 楊伯文; Brisbane, 6 novembre 1990) è un attore, sceneggiatore e comico australiano naturalizzato statunitense.

## Biografia
Bowen Yang è nato a Brisbane da immigrati cinesi e quando aveva nove anni la famiglia si trasferì in Colorado. Attivo sul piccolo schermo dal 2016, nel 2018 è stato scritturato come attore e sceneggiatore per Saturday Night Live e per il suo lavoro nel programma ha ottenuto due candidature ai Premi Emmy, rispettivamente nel 2019 e nel 2021. Inoltre, nel 2021 è apparso nella Time 100, la lista delle cento persone più influenti al mondo secondo Time.
È dichiaratamente gay.

## Filmografia parziale

### Attore

#### Cinema
- Non è romantico? (Isn't It Romantic), regia di Todd Strauss-Schulson (2019)
- The Lost City, regia di Aaron e Adam Nee (2022)
- Fire Island, regia di Andrew Ahn (2022)
- Bros, regia di Nicholas Stoller (2022)
- Wicked, regia di Jon M. Chu (2024)
- The Wedding Banquet, regia di Andrew Ahn (2025)

#### Televisione
- Broad City - serie TV, 2 episodi (2016)
- High Maintenance - serie TV, 1 episodio (2018)
- Saturday Night Live - serie TV, 59 episodi (2019-in corso)
- Unbreakable Kimmy Schmidt - serie TV, 1 episodio (2020)
- Girls5eva - serie TV, 2 episodi (2022)

#### Doppiaggio
- Archer - serie TV, 1 episodio (2022)
- Scott Pilgrim - La serie - serie TV, episodio 4 (2022)

### Sceneggiatore
- Saturday Night Live - serie TV, 21 episodi (2018-2019)
- Schmigadoon! - serie TV, 6 episodi (2021)

## Riconoscimenti
- Premio Emmy
  - 2019 - Candidatura alla miglior sceneggiatura in un varietà per Saturday Night Live
  - 2021 - Candidatura al miglior attore non protagonista in una serie commedia per Saturday Night Live
  - 2022 - Candidatura al miglior attore non protagonista in una serie commedia per Saturday Night Live
  - 2024 - Candidatura al miglior attore non protagonista in una serie commedia per Saturday Night Live
  - 2025 - Candidatura al miglior attore non protagonista in una serie commedia per Saturday Night Live

## Doppiatori italiani
Nelle versioni in italiano delle opere in cui ha recitato, Bowen Yang è stato doppiato da:
- Gabriele Patriarca in Broad City, Fire Island
- Manuel Meli in Awkwafina è Nora del Queens
- Marco Manca in Una notte al museo - La vendetta di Kahmunrah
- Nanni Baldini in Wicked

Da doppiatore è sostituito da:
- Simone Leonardi in The Monkey King
- Davide Lepore in Garfield - Una missione gustosa